# Эксидия железистая
Эксидия железистая (лат. Exidia glandulosa) — гриб семейства Аурикуляриевые (Auriculariaceae).

## Описание
- Плодовое тело более твёрдое, чем у видов рода Tremella, чёрного цвета, мозговидной формы, с возрастом становится всё менее гладким, в сухую погоду высыхает. Нередко плодовые тела срастаются до 2—10 см.
- Споры 13×4 мкм, сосискообразные, белого цвета, образуются на всей поверхности плодовых тел.

## Среда обитания и распространение
Встречаются на древесине и коре листопадных деревьев.
На территории России распространён по всей территории. Широко распространённый вид.

## Сходные виды
- Exidia truncata Fr., 1822
- Exidia recisa (Ditmar) Fr., 1823